# Microcerberus stygius
Microcerberus stygius är en kräftdjursart som beskrevs av Stanko Karaman1933. Microcerberus stygius ingår i släktet Microcerberus och familjen Microcerberidae. Inga underarter finns listade i Catalogue of Life.